# あさ天サンデー
『あさ天サンデー』（あさてんサンデー）は、1998年4月5日から2001年9月30日まで日本テレビで放送された気象情報番組。放送時間は毎週日曜 6:00 - 6:30 (JST) 。

## 歴代司会者
| 期間      | 期間      | 担当アナウンサー |
| --------- | --------- | ---------------- |
| 1998.4.5  | 1999.3.28 | 森富美           |
| 1999.4.4  | 1999.9.26 | 河本香織         |
| 1999.10.3 | 2000.9.24 | 古市幸子         |
| 2000.10.1 | 2001.9.30 | 延友陽子         |